# Русь (етнонім)

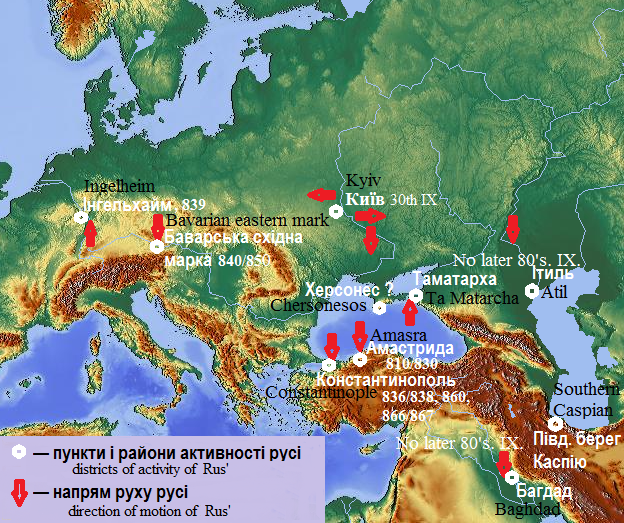
Райони військової, торговельної та політичної активності русі за письмовими джерелами IX ст.

Русь (однина руси́н) — етнонім, який зазвичай вживають для позначення населення Русі. У ранні часи (до кінця XII — початку XIII ст.) ним позначали лише мешканців Києва та близьких до нього земель: Київського й Переяславського князівств Середньої Наддніпрянщини, а згодом — усе населення держави. Руси — наддніпрянське слов'янське плем'я, нащадки антів.
Спершу слово «русин» вживалося тільки в однині як похідне від форми множини русь. Як самоназва слово «русин» виникло в Україні на Наддніпрянщині, а потім поширилося і на Білорусь, на відміну від Московії, де самоназвою стала прикметникова форма «русский».

## Гіпотези походження

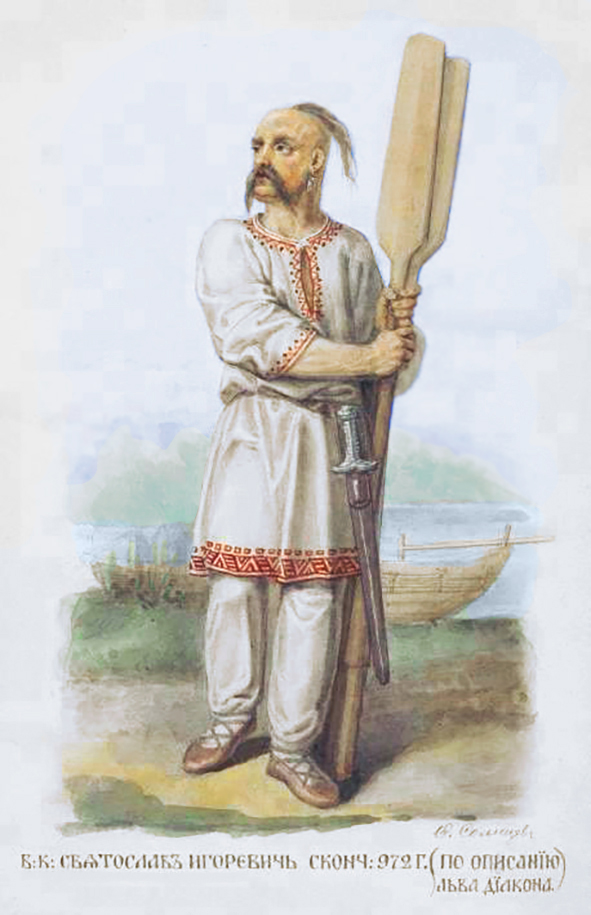
Князь Святослав Ігорович за описом Лева Диякона

Походження назви «Русь», а також її етимологія не з'ясовані і лишаються предметом тривалої дискусії. Труднощі локалізації початкової Русі обумовлені характером джерел, вітчизняних та іноземних. У своїй більшості вони містять відомості недостатньо конкретні, а часто й суперечливі.
На історичній арені «русь» з'являється у 1-й половині IX ст. — майже одночасно в арабо-перських, візантійських та латинських джерелах найрізноманітнішого характеру.
Прийнято вважати, що найдавніша згадка про русів в арабській літературі належить географу та історику Ібн Хордадбеху (друга половина IX ст.).
У грецькій мові щодо Русі (людей, країни, держави) вживалися терміни «роси» і «Росія», у східних джерелах — «руси» й «Рус», у західних — «роси», «рутени», «Рус(с)ія».
У візантійських джерелах хронологічно найраніші згадки про росів належать до 842 та 860 років — саме тоді роси атакували малоазійське місто Амастрида (нині місто Амасра, Туреччина) та столицю Східної Римської імперії Константинополь. Саме з нападу на Константинополь, як стверджує давньоруський літописець, «Нача ся прозывати Руская земля». 
Стан наявних джерел не дає можливості достовірно та послідовно відтворити перебіг політичних подій у Східній Європі IX ст. Відомості «Повісті временних літ», викладені на початку XII ст., надають їх опис, але мають помітно легендарний та, ймовірно, політично ангажований характер, через що часто потребують підтвердження зовнішніми джерелами.
Найдавніші джерела, щоправда, називають «руссю» не стільки певний народ з чітко окресленим ареалом проживання, скільки рухливу групу людей, яка більше нагадує ватаги мандрівних торгівців і вояків. Одні автори ототожнюють її зі слов'янами, інші — різко відрізняють від них. Але, враховуючи, що згодом цей термін перетворився саме на етнонім, дослідники традиційно намагаються визначити саме етнічне походження «русі». Зазвичай при цьому розглядають три гіпотези — скандинавсько-балтійську, слов'янську і, умовно кажучи, «південну» (роксоланську). Окремі дослідники виводили походження назви від русявого кольору волосся. Як згадував Ліутпранд Кремонський:

### Норманська гіпотеза
Норманська теорія обґрунтовує, що назва русь прийшла зі Скандинавії. В її основі лежать свідчення давньоруського літопису «Повісті врем'яних літ», особливо наступні уривки:
|  | Від варягів бо прозвалися руссю, а спершу були слов'янами, хоча вони й полянами звалися, але мова [в них] слов'янська була. |

|  | Вигнали варяг за море, і не дали їм дані, і почали самі собою володіти, і не було серед них правди, і встав рід на рід, і була у них усобиця, і стали воювати один з одним. І сказали собі: «Пошукаємо собі князя, який би володів нами і судив по праву». І пішли за море до варягів, до руси. Ті варяги називалися руссю, як інші називаються шведи, а інші нормани і англи, а ще інші готландці, от так і ці. |

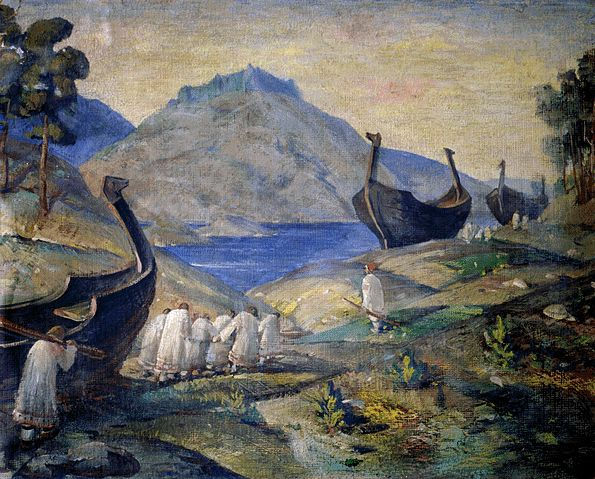
Волоком Микола Реріх.

Проте відомості «Повісті временних літ», викладені на початку XII століття, надають опис русів, але мають помітно легендарний та, ймовірно, політично ангажований характер, через що часто потребують підтвердження зовнішніми джерелами.
Георгій Вернадський у своїй багатотомній праці «Історія Росії» наводить декілька прикладів на користь норманістів і з інших документів IX-Х століть:
- Згідно з «Бертинськими анналами» Пруденція, якась делегація разом з візантійськими посланцями прибула до імператора Людовика Благочестивого в 839 році, і за їхніми власними твердженнями, вони були послами хакана русі. З'ясування імператором того, що посланці роського хакана були «свеонами», тривалий час вважалося аргументом на користь «норманської теорії».
- У договір між князем Олегом і Візантийською імперією 912 року внесені імена посланців «русі».
- «Ми від роду роського — Карлі, Інегелд, Фарлаф, Веремуд, Рулав, Гуді, Руалд, Карн, Фрелав, Руар, Актеву, Труан, Лідул, Фост, Стемід — послані від Олега, великого князя роського».
- Костянтин VII Багрянородний вносить до своєї книги «Управління імперією» (De Administrando Imperii), написаної 945 року, назви дніпровських порогів як слов'янською мовою, так і мовою «русі». У більшості цих «руських» назв, обґрунтоване скандинавське походження.

Також опосередковано на користь нормандської теорії вказує назва Швеції фінською мовою — Ruotsi.

### Слов'янська гіпотеза
На користь слов'янської гіпотези говорить повідомлення арабського географа Ібн Хордадбеха, який вважав, що русь — різновид слов'ян (хоча більшість арабських географів розділяли русь і слов'ян). Існує декілька версій слов'янської гіпотези. За однією з них, русь — одне з племен полян. За іншою — панівний клас слов'ян, який настільки протиставив себе їм, що іноземці стали вважати слов'ян і русь різними народами. За третьою версією, русь — слов'янське плем'я, що прийшло до Східної Європи із заходу набагато раніше (або пізніше) за основну масу слов'ян, чим і пояснюються їхні відмінності.
В СРСР панувала теорія академіка Рибакова, про те що назва русь походить від гідроніму Рось, місцевості де проживало плем'я полян.
Деякі інші історики не заперечують походження назви русь від варягів, але самих варягів ототожнюють зі західнослов'янським племенем вагрів, що мало тісні сусідські контакти з норманами.

### Іранська гіпотеза
За свідченням новітніх наукових досліджень, етнонім «русь» має південне (сарматське) походження. Від VII ст. він перейшов на східнодніпровську группу слов'янських племен і став їх самоназвою.
Існує думка, що етнонім «рос» має інше ніж «рус» походження, будучи значно більш древнім. Прихильники цієї точки зору, що також беруть початок від М. В. Ломоносова, відзначають, що народ «рос» вперше згаданий ще в VI столітті в «Церковній Історії» Захарієм Ритором, де він поміщається по сусідству з народами «людей-псів» і амазонок, що багато авторів трактують як Північне Причорномор'я. З цієї точки зору його зводять до іраномовних (сарматських) племен роксоланів, або пізніше росомонів, що згадуються античними авторами. Найбільш повно іранська етимологія імені Русь обґрунтована академіком О. М. Трубачовим(* ruksi «білий, світлий»> * rutsi > * russi > русь, порівн. з ос. рухс рухс (іронск.) / рохс (дігорск.) «світлий»).
Георгій Вернадський так само розвивав теорію про походження назви Русі від азовських племен асів і рухс-асів (світлих асів), які, на його думку, були частиною антів,проте вважав, що русь є змішанням скандинавських переселенців з місцевими племенами .
У 1960-ті роки радянський археолог Д. Т. Березовець запропонував ототожнити русь з аланським населенням Подоння, відомим по пам'ятках Салтівської культури. В даний час ця гіпотеза розробляється Е. С. Галкіною, яка ототожнює Подоння з центральною частиною Руського каганату, згадуваного в мусульманських, візантійських і західних джерелах в IX столітті. Вона вважає, що після розгрому цього об'єднання кочовими племенами угрів в кінці IX століття ім'я «Русь» від іраномовних русь-аланів (роксоланів) перейшло до слов'янського населення Середнього Подніпров'я (поляни, сіверяни).Як один з аргументів, Галкін приводить етимологію М. Ю. Брайчевського, який запропонував для всіх «руських» назв Дніпровських порогів з твору Костянтина Багрянородного аланську інтерпретацію (на основі осетинської мови)
.

### Інші гіпотези
- Кельтського племені рутенів, запропонована Сергієм Шелухіним.[28][29].
- Племені ругів.[30][31].
- Від біблійного князя Роса[32]
- Від русявого волосся у більшості людей цього народу.[33]
- Згідно з легендою про братів Леха, Чеха і Руса[34]

## Історичні джерела

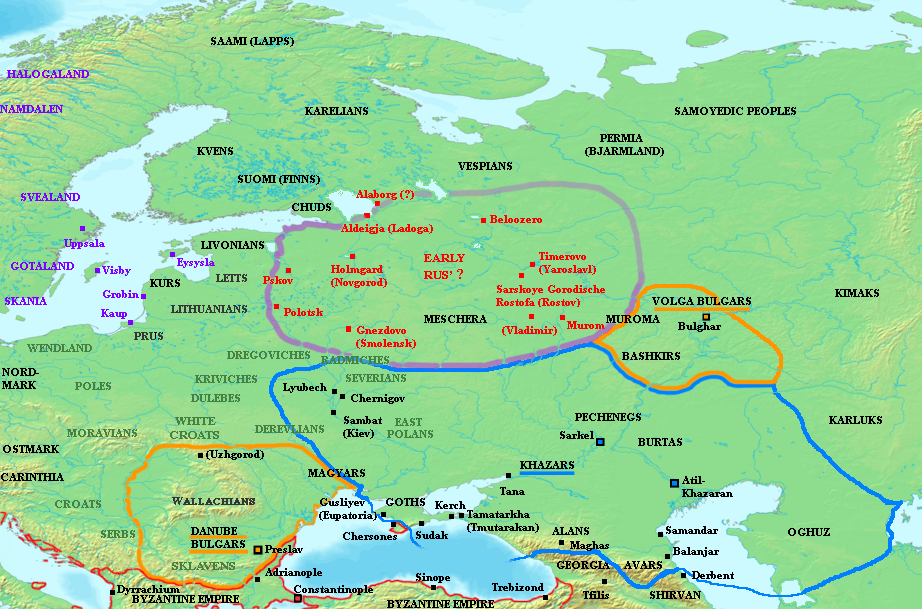
Мапа, що показує центри варягів (червоним) і розташування слов'янських племен (сірий колір), в середині 9 століття хозарський вплив позначений синім контуром.

Про русь збереглися немало свідоцтв вітчизняних, східних і західних авторів. Ось деякі:
У західноєвропейських джерелах найдавніша згадка русі (839 рік) міститься в «Бертинських анналах».
Арабський географ Ібн Хордадбех, книга «Книга шляхів і держав» (844—848 роки). Прийнято вважати, що Ібн Хордадбеху належить найдавніша згадка про русів в арабській літературі:
|  | Якщо говорити про купців Ар-рус, то вони одні з різновидів слов'ян. Вони доставляють заячі шкірки, шкірки чорних лисиць і мечі з найвіддаленіших [околиць країни] слов'ян до Румійського моря. Володар ар-рума (Візантія) стягує з них десятину. Якщо вони відправляються Танаїсом — річкою слов'ян, то проїжджають повз Хамлідж, місто хозар. Їхній володар також стягує з них десятину. Потім вони відправляються морем Джурджан (Каспійське море) і висаджуються на будь-якому березі. Коло цього моря 500 фарсахів. Іноді вони везуть свої товари від Джурджана до Багдада на верблюдах. Перекладачами [для] них є слов'янські слуги-євнухи. Вони стверджують, що вони християни і платять подушну подать. |

«Житіє святого Георгія Амастридського» — візантійський агіографічний твір 9 ст. Відомі грецький текст і давньоруський переклад «Житія…» Написане, імовірно, в іконоборчий період (до 842 року) дияконом Ігнатієм. Містить розповідь про набіг русів на малоазійське м. Амастрида (нині м. Амасра, Туреччина), цей набіг датується істориками між 825 і 842 роками.
Арабський мандрівник Ібн Фадлан
|  | Я бачив русь, коли вона прибула по своїх торгових справах і розмістилася на ріці Атиль. Я не бачив (людей) з більш довершеними тілами, ніж вони. Вони подібні до пальм, рум'яні, червоні. Вони не носять ні курток, ні кафтанів, але носить який-небудь чоловік з їхнього числа хутро, яким він покриває свій один бік, причому одна з його рук виходить назовні. У кожного з них (є) сокира, і меч, і ніж, і він (ніколи) не розлучається з тим, про що ми (зараз) згадали. Мечі їхні пласкі, з борозенками, франкські. І від краю нігтя (нігтів) кого-небудь з них (з русі) до його шиї (є) узори дерев і зображень (речей, людей?) і тому подібного. |

Перський географ Гардізі
|  | Оці люди (русь) постійно нападають на кораблях на слов'ян, захоплюють слов'ян, обертають в рабів, відводять в Хозарію і в Булгар і там продають. І немає у них посівів і ріллі. І вони користуються зазвичай слов'янськими посівами. Завжди 100—200 з них ходять до слов'ян і насильно беруть з них на своє утримання, поки там знаходяться. І там знаходиться багато людей із слов'ян, які служать їм, щоб за допомогою служби зберегти себе. |

[джерело?]
Візантійський імператор Костянтин VII Багрянородний:
|  | Моноксили (кораблі росів), що приходять із зовнішньої Росі до Константинополя, є одні з Немогарда, в якому сидить Сфендослав, син Інгора, князя Росі, а інші з фортеці Мілініскі, з Теліуци, Чернігова і з Вусеграда. Отже, всі вони спускаються річкою Дніпро і сходяться у фортеці Києва, званого Самватас. Слов'яни ж, їхні данники, а саме: кривичі, лендзяни та інші слов'яни — рубають в своїх горах моноксили під час зими. Їх витягують і продають русі. Русь же, купивши одні ці довбанки та розібравши свої старі моноксили, переносять із тих на ці весла, кочети та інше убрання. |

(Далі описується плавання росів Дніпром з рабинями і іншим товаром до моря, перераховуються як руські, так і слов'янські назви порогів і їхні грецькі переклади.) 
|  | Зимовий же і суворий спосіб життя тих самих росів такий. Коли наступить листопад, їхні князі виходять зі всіма росами з Києва і відправляються в полюддя, тобто круговий обхід, а саме — в слов'янські землі древлян, дреговичів, кривичів, мешканців півночі і решти слов'ян, що платять дань росам. Годуючись там протягом зими, вони в квітні, коли розтане крига на Дніпрі, повертаються до Києва, збирають і оснащують свої кораблі і відправляються до Візантії. |

Арабський письменник аль-Марвазі:
|  | Що ж стосується Ар-руси, то вони живуть на острові в морі. Той острів займає простір в три дні шляху в той і інший напрям. На острові лісу і болота, й оточений він озером. Вони, русь, численні і вважають меч як засіб існування. Якщо вмирає у них людина й залишає дочок і синів, то все майно дістається дочкам, синам же дають тільки меч і говорять: «Батько здобував собі добро мечем, наслідуй його приклад. |

|  | Й вони народ сильний і могутній і ходять в дальні місця з метою набігів, а також плавають вони на кораблях в Хозарське море, нападають на кораблі і захоплюють товари. Хоробрість їхня й мужність добре відомі, так що один з них рівноцінний багатьом з інших народів. Якби у них були коні і вони були б наїзниками, то вони були б страшним бичем для людства. |

Ібрагім ібн Якуб написав, що русь «говорить по-слов'янськи, тому що змішалася з ними».

## Художні твори

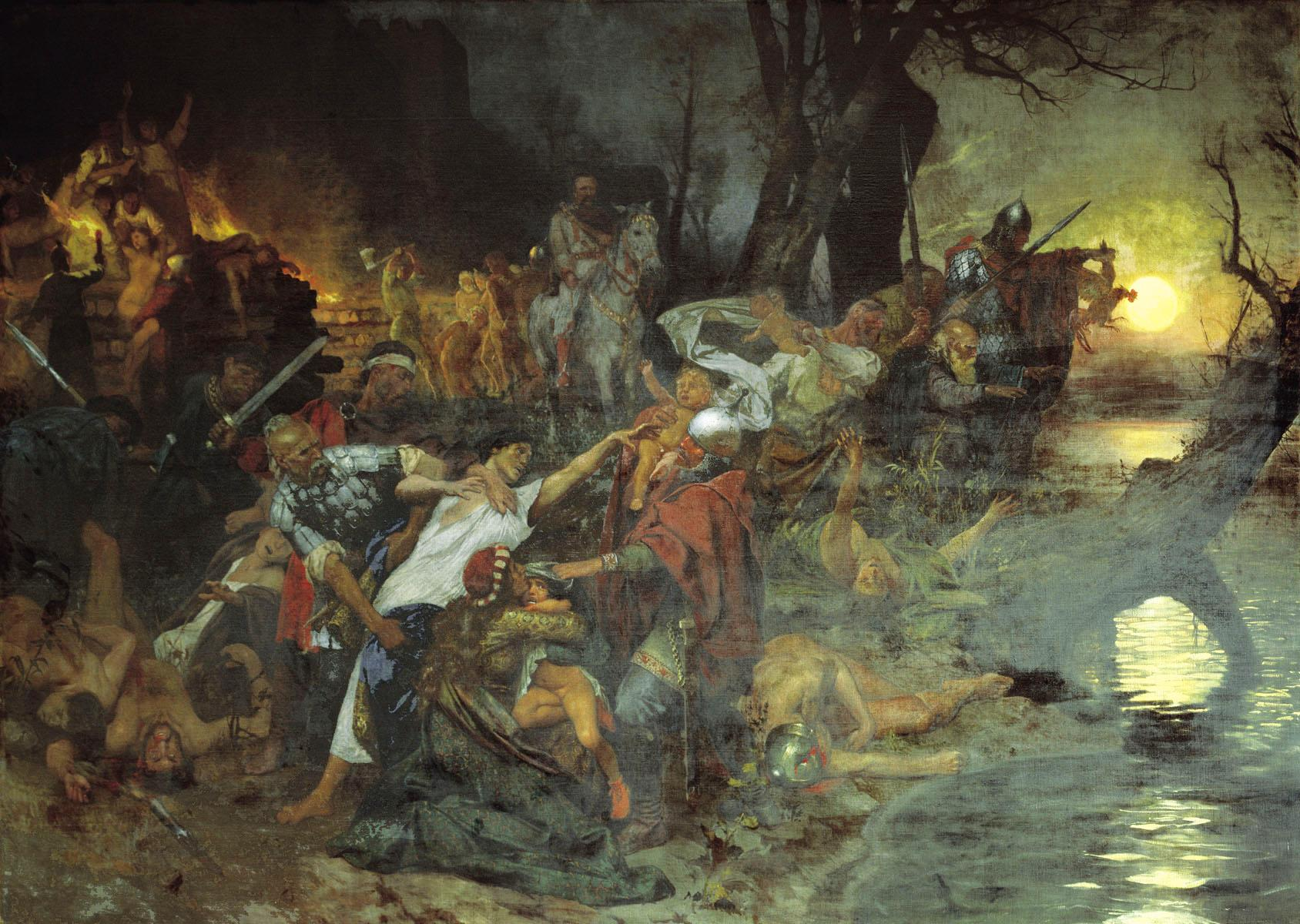
«Тризна дружини Святослава  під Доростолом в 971 році». Генріх Семирадський. 1884)
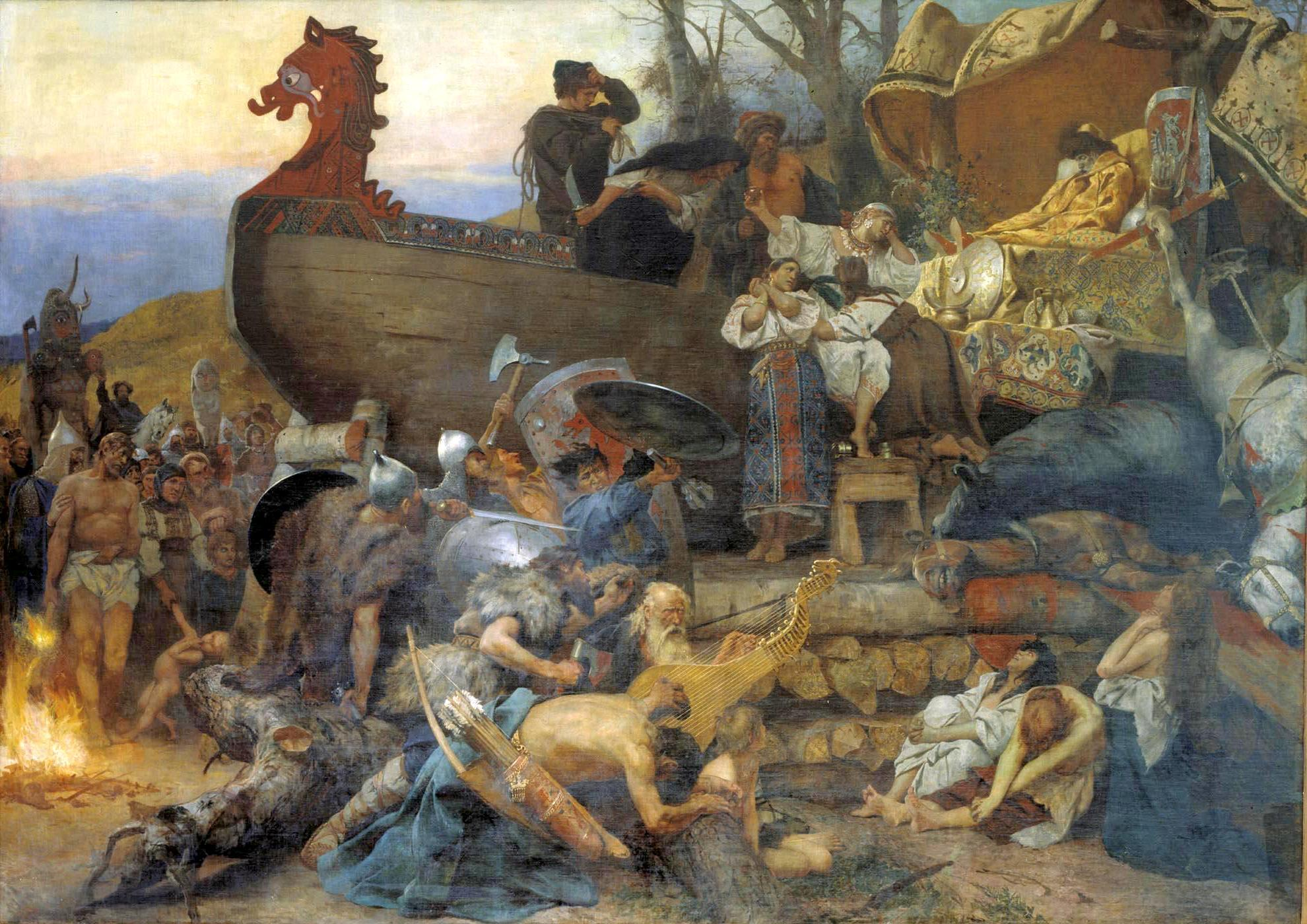
Похорони знатного руса. Картина-фантазія Г. Семирадського (1943–1902))